# T Leporis
A T Leporis (T Lep / HD 32803 / HIP 23636) egy változócsillag a Nyúl csillagképben, az ε Leporistól fél fokra. Körülbelül 1100 fényévre található a Naprendszertől. A spektrális típusa M6eV. Mira-változó – akárcsak az R Leporis, ugyanabban a csillagképben –, amelynek látszólagos magnitúdója +7,40 és +14,30 között változik, 368,13 napos periódussal.
A T Leporis éves parallaxisát a Hipparcos küldetés mérte meg, de az eredmények rendkívül pontatlanok voltak. A Gaia Data Release 2 parallaxisa pontosabb, és 340± 20 parszek távolságot eredményez. A távolságot szintén nagyon hosszú bázisvonalú interferometriával mérték, és 327± 4 parszeknek találták.

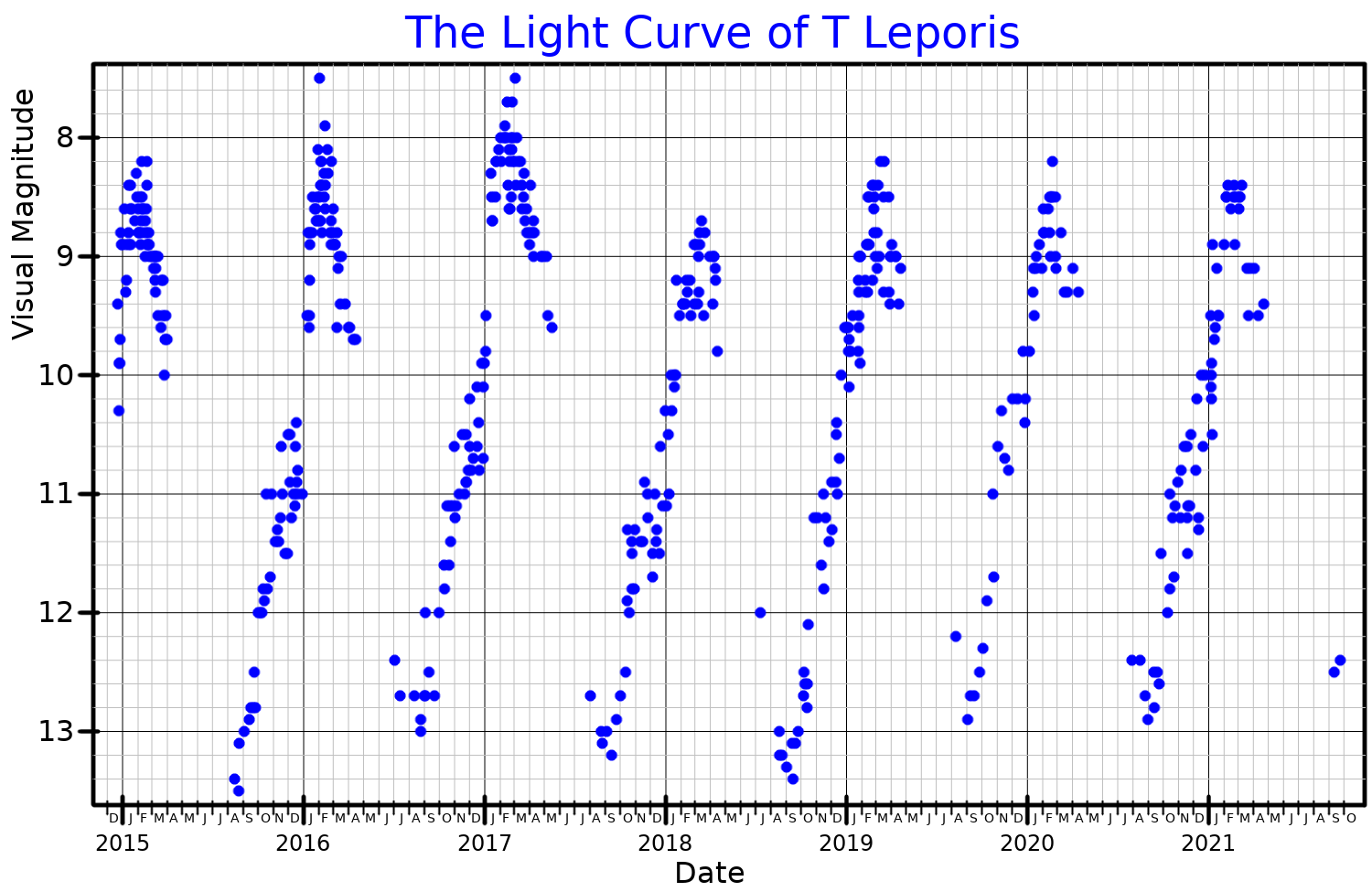
A T Leporis vizuális sávos fénygörbéje, az AAVSO adatokból

A Mira-változók a molekulák és a por fő forrásai az Univerzumban. A T Leporis minden egyes lüktetésével anyagot lök ki az űrbe, és évente a Föld tömegének nagyságrendjébe eső mennyiséget veszít. A T Leporisról az Európai Déli Obszervatórium (ESO) Very Large Telescope interferométerével készült felvételek a csillagot körülvevő gázból és porból álló héjat tártak fel, amelynek átmérője mintegy 100-szor nagyobb, mint a Napé. Tekintettel a nagy távolságra, látszólagos szögátmérője – óriási mérete ellenére – nem több, mint a Nap látszólagos szögátmérőjének egy milliomod része.

## Fordítás
Ez a szócikk részben vagy egészben  a   T Leporis című angol Wikipédia-szócikk ezen változatának fordításán alapul.  Az eredeti cikk szerkesztőit annak laptörténete sorolja fel. Ez a jelzés csupán a megfogalmazás eredetét és a szerzői jogokat jelzi, nem szolgál a cikkben szereplő információk forrásmegjelöléseként.

## Kapcsolódó szócikk
- Mira (csillag)